# Erythrolamprus triscalis
Erythrolamprus triscalis är en ormart som beskrevs av Carl von Linné 1758. Erythrolamprus triscalis ingår i släktet Erythrolamprus och familjen snokar. Inga underarter finns listade i Catalogue of Life.
Denna orm förekommer endemisk på ön Curaçao som tillhör Nederländerna och som ligger norr om Venezuela. Individerna lever i torra buskskogar. Under år med mycket regn kan växtligheten vara yppig. Erythrolamprus triscalis vistas på marken och den är främst dagaktiv. Den hittas ofta nära vattenansamlingar och den jagar ödlan Cnemidophorus murinus samt grodor. Honor lägger ägg.
Flera exemplar dödas av den lokala befolkningen trots att ormen är ogiftig. Troligen jagas Erythrolamprus triscalis av hundar och katter. Dessutom påverkas beståndet negativt av landskapsförändringar. IUCN listar arten som starkt hotad (EN).